# Parc d'État de De Leon Springs
Le parc d'État de De Leon Springs (anglais : De Leon Springs State Park) est une réserve naturelle située dans l'État de Floride, au sud-est des États-Unis, dans le comté de Volusia. Il est célèbre pour ses sources (De Leon Springs) qui se jettent dans le lac Woodruff. Les Amérindiens fréquentaient déjà le lieu et les sources du parc il y a environ 6000 ans. Dans la première moitié du XIXe siècle, les installations des plantations furent détruites pendant les guerres séminoles. Dans les années 1880, les sources attirent les premiers touristes.
Le parc abrite une faune variée : dindons, cerfs et plus rarement des ours noirs de Floride.

### Photographies

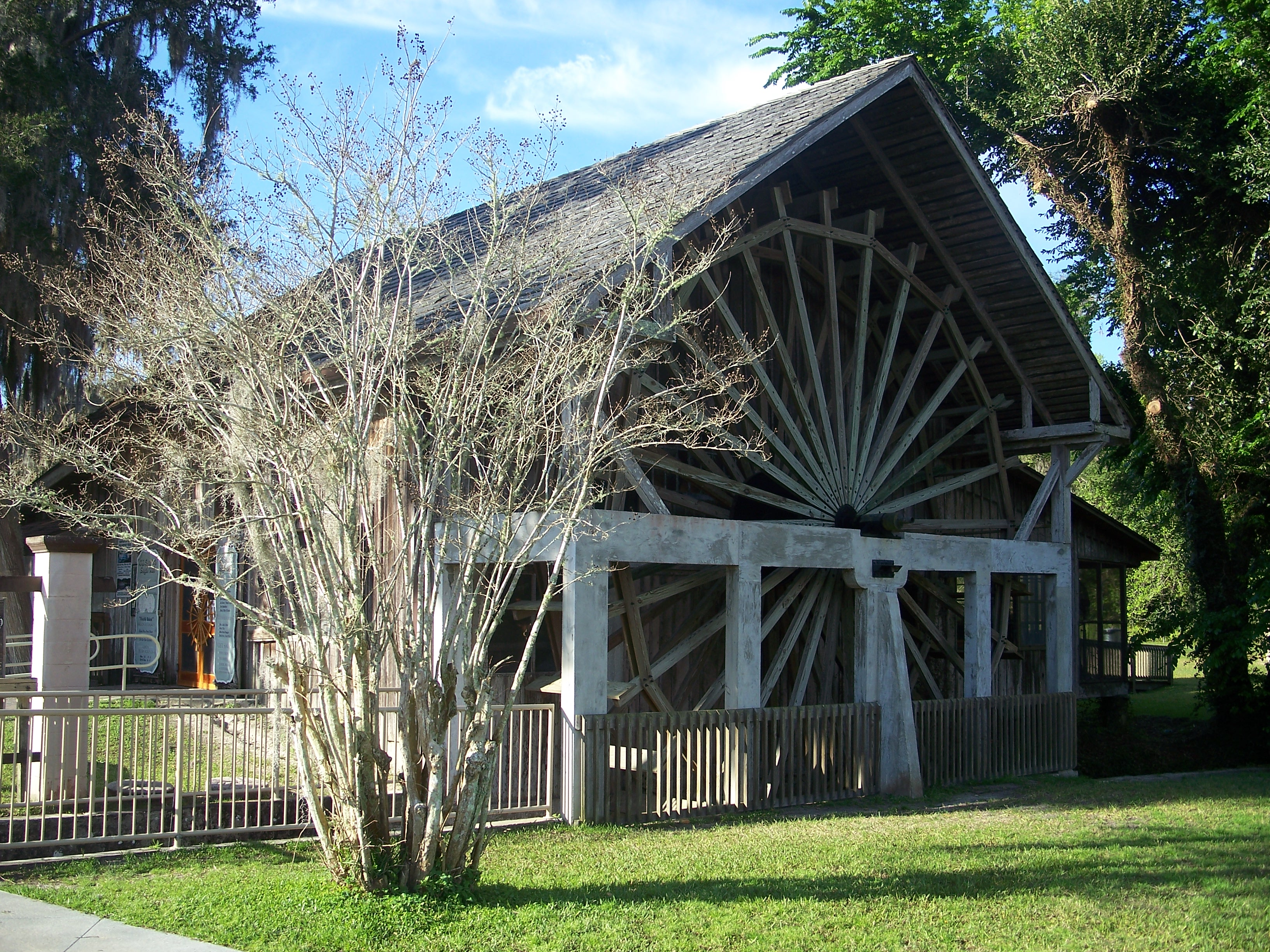
moulin
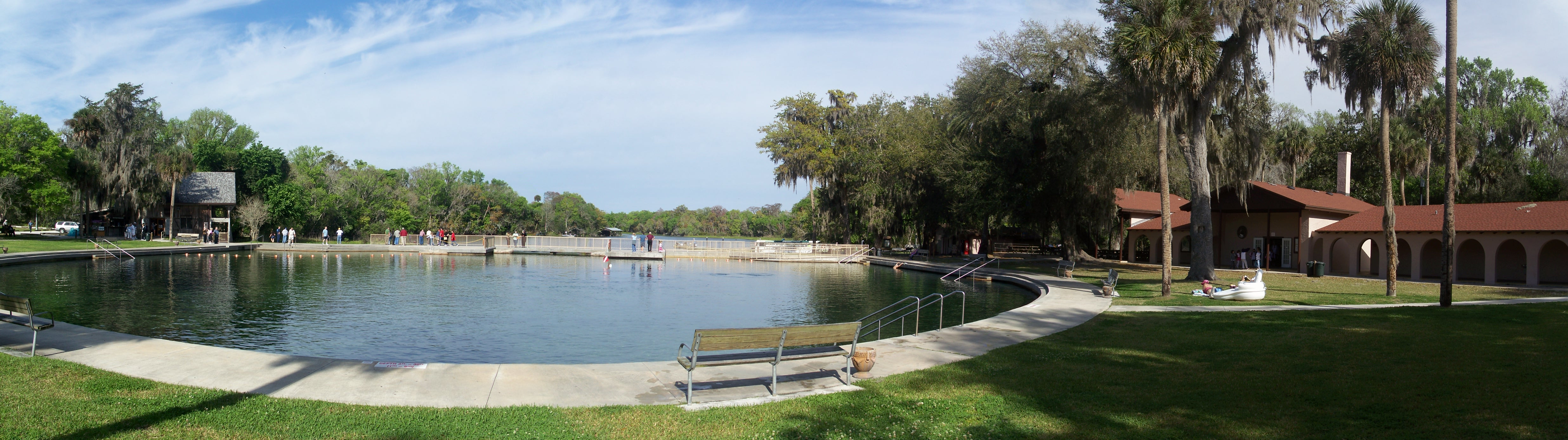
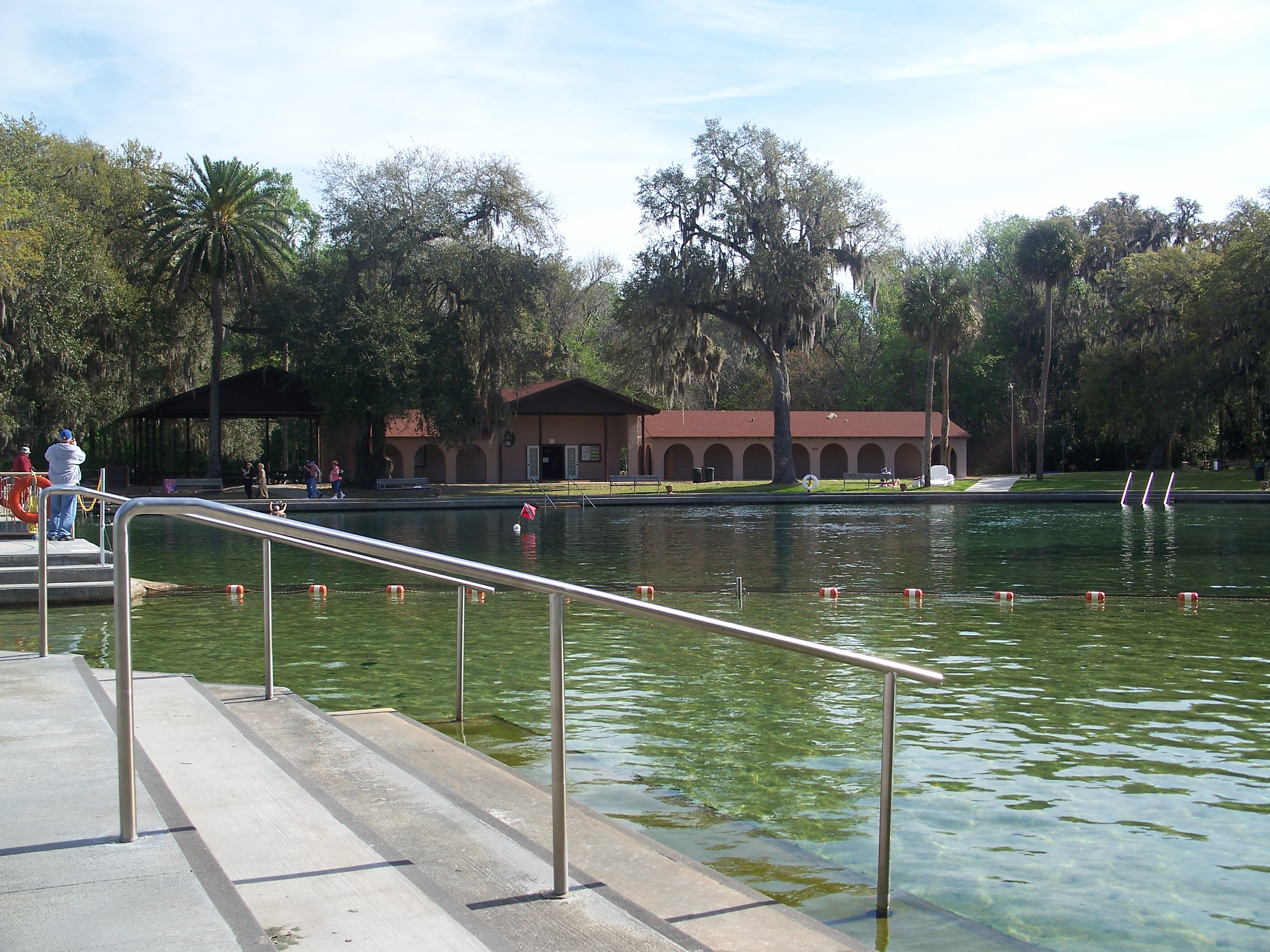